# Чернухино
Черну́хино (укр. Чорнухине) — посёлок в Луганской области Украины. До октября 2014 года относился к Перевальскому району, с 7 октября 2014 года, согласно постановлению Верховной Рады Украины, Чернухино официально перешло в состав Попаснянского района, который на тот момент полностью контролировали войска Украины. В феврале 2015 года населённый пункт перешёл под контроль самопровозглашённой Луганской Народной Республики.

## География
В черте посёлка берёт начало река Чернухина и её мелководные притоки, на одном из которых для снабжения города питьевой и технической водой в советское время было возведено Чернухинское водохранилище.
Посёлок находится в 73 км к юго-западу от Луганска, к западу от него проходит граница Луганской и Донецкой областей. Расстояние до Дебальцева в соседней Донецкой области составляет 8 км на запад, до Донецка — 63 км на юго-запад.
С населённым пунктом также соседствуют: посёлок Круглик и сёла Комиссаровка на севере, Малоивановка и посёлок Софиевка (оба ниже по течению Чернухиной), а также посёлки Байрачки и Центральный на северо-востоке; посёлки Городище на востоке, Миус и Фащевка на юго-востоке; в Донецкой области посёлки Редкодуб (Бахмутского района), Редкодуб (Шахтёрского района) на юге, село Круглик на юго-востоке.

## История
Первое упоминание о поселении относится к 1600 году.
По данным на 1859 год, в казённом селе проживало 1928 человек (946 мужчин и 982 женщины), насчитывалось 242 дворовых хозяйства, существовали православная церковь и почтовая станция, проходило 3 ежегодных ярмарки.
По состоянию на 1897 год село являлось центром Чернухинской волости Славяносербского уезда Екатеринославской губернии Российской империи, в котором насчитывалось 3700 жителей и 510 дворов, действовала школа и проводилось 3 ежегодных ярмарки.
В 1938 селу был присвоен статус посёлка городского типа.
Во время Великой Отечественной войны в 1941—1943 гг. посёлок находился под немецкой оккупацией.
По состоянию на начало 1978 года в посёлке добывали каменный уголь, действовали птицесовхоз и птицефабрика.
В 1985 году численность населения составляла 9,2 тыс. человек, здесь действовали шахта им. С. В. Косиора производственного объединения «Ворошиловградуголь», племптицесовхоз «Мирный», птицефабрика, филиал Перевальского горного техникума, четыре общеобразовательных школы, больница, поликлиника, Дом культуры, два клуба, две библиотеки и историко-краеведческий музей.

### 2014—2015 годы
Населённый пункт располагается на стратегически важном стыке границ ДНР и ЛНР. До середины августа 2014 года контролировался ЛНР. С 14 августа 2014 года по 6 февраля 2015 года посёлок занимали украинские войска. Подразделения ВС Украины оставили Чернухино после тяжелых боев и село заняли вооружённые формирования ДНР и ЛНР 7 февраля 2015 года. 

## Население
Население Чернухино сокращается:
В январе 1989 года численность населения составляла 8814 человек.
По результатам Всеукраинской переписи населения 2001 года численность населения составляла 7782 человека.
По состоянию на 1 января 2011 года численность населения составляла 6137 человек, на 1 января 2013 года — 5958 человек.
Значительная часть населения покинула посёлок или была эвакуирована в ходе войны в Донбассе в 2014—2015 годах.

## Транспорт
Железнодорожный узел. К западу от основного жилого массива пгт расположена железнодорожная станция Чернухино (ныне заброшена).

## Религия
В посёлке действует Свято-Николаевский храм (пер. Папанина, 1).

## Известные люди
В Чернухино родился Леонид Михайлович Солодков — последний Герой Советского Союза.

## Памятники
- Мемориал на братской могиле конников 112-й Башкирской кавалерийской дивизии. Воздвигнут в 1974 году, частично разрушен в ходе боевых действий в 2015 году. Восстановлен в 2017 году[16].

- Памятный знак жителям Чернухино, погибшим во время боевых действий в 2014-2015 годах. Установлен в 2017 году[17].

## Местный совет
94340, Луганская обл., Попаснянский район, пгт Чернухино, ул. Ленина, 285.